# Sympterygia brevicaudata
Sympterygia brevicaudata é uma espécie de peixe da família Arhynchobatidae.
Pode ser encontrada nos seguintes países: Chile, Equador e Peru.
Os seus habitats naturais são: mar costeiro.